# Lena Victorin
Lena Victorin, född 1975, debuterade 2008 med Take a look at dig själv, för vilken hon tilldelades Carl von Linné-plaketten 2009 för bästa faktabok. Hon har tidigare arbetat på Myndigheten Forum för levande historia och på Sveriges Radio.

## Priser och utmärkelser
- 2009 - Carl von Linné-plaketten